# Stazione di Solduno (1907)
La stazione di Solduno della Ferrovie Autolinee Regionali Ticinesi (FART) è stata una fermata ferroviaria della ferrovia Locarno-Domodossola ("Centovallina") e della ferrovia Locarno-Bignasco ("Valmaggina").

## Storia
La fermata venne inaugurata nel 1907 con la ferrovia Locarno-Ponte Brolla-Bignasco. Nel 1923 servì anche la linea Domodossola-Locarno. Nel 1965 fu soppresso il traffico sulla Locarno-Bignasco. Con il disarmamento della linea fino a Ponte Brolla, la fermata di Solduno rimase quindi attiva solo per la Domodossola-Locarno. La fermata continuò il suo esercizio fino il 29 maggio 1988, quando venne sostituita dalla nuova inaugurata nel 1991 in occasione dell'interramento della tratta ferroviaria San Martino-Locarno FART.

## Strutture e impianti
La fermata disponeva di un fabbricato viaggiatori e dal solo binario di circolazione. Al 2017 non rimane traccia della dell'infrastruttura: Il fabbricato fu demolito in parte alla fine degli anni settanta e venne sostituito da una pensilina utilizzata fino al 1988 mentre il binario venne smantellato. Sul sito dove sorgeva la fermata è stata costruita l'attuale fermata di Solduno, collocata tra i posti di blocco di Galleria e San Martino.
Una parte del fabbricato viaggiatori in uso fine degli anni settanta è conservata nel giardino di un albergo di Losone.

## Movimento
La fermata era servita dai treni regionali Locarno-Bignasco (fino al 1965) e Locarno-Domodossola (fino al 1988).